# Aneriojärvi
Aneriojärvi är en sjö i Salo stad i Finland.   Den ligger i landskapet Egentliga Finland, i den södra delen av landet, 80 km väster om huvudstaden Helsingfors. Aneriojärvi ligger 46,2 meter över havet. I omgivningarna runt Aneriojärvi växer i huvudsak barrskog. Arean är 1,2 kvadratkilometer och strandlinjen är 5,49 kilometer lång. Sjön  ingår i Kisko ås och Bjärnå å huvudavrinningsområde. 